# وایت گام ولی، استرالیای غربی
وایت گام ولی (به انگلیسی: White Gum Valley) یک حومه شهر در استرالیا است که در City of Fremantle واقع شده‌است.